# کارمیر کولالی
کارمیر کولالی (به لاتین: Karmir-Kulali) یک منطقه مسکونی در ارمنستان است که در استان تاووش واقع شده است.